# Presidente Figueiredo
Presidente Figueiredo è un comune del Brasile nello Stato dell'Amazonas, parte della mesoregione di Centro Amazonense e della microregione di Rio Preto da Eva.